# Kristoffer Hansen
Kristoffer Normann Hansen (ur. 12 sierpnia 1994 w Larviku) – norweski piłkarz występujący na pozycji pomocnika lub napastnika.

## Kariera klubowa

### Kariera juniorska
Do 2010 roku wychowywał się w drużynie Larvik Turn, a w latach 2010–2011 grał w akademii Sandefjord Fotball.

### Sandefjord Fotball (2011–2016)

#### Wypożyczenia
1 sierpnia 2012 roku został wypożyczony do Fram Larvik, wrócił pod koniec roku. 7 sierpnia 2013 roku został ponownie wypożyczony do tego klubu, także powrócił pod koniec roku.

#### Pierwszy zespół
W ekipie Sandefjordu Hansen zadebiutował 31 lipca 2011 roku w meczu przeciwko Mjøndalen IF, wygranym 6:0, grając 21 minut. Pierwszego gola strzelił 21 kwietnia 2014 roku w meczu przeciwko Alta IF, zremisowanym 2:2. Do siatki trafił w 12. minucie. Pierwszą asystę zaliczył 20 maja w meczu przeciwko Nest-Sotra IL, wygranym 0:4. Asystował przy golu w 39. minucie. Łącznie w tym okresie gry w tym zespole zagrał w 64 spotkaniach, strzelił 10 goli i zanotował 5 asyst.

### Sarpsborg 08 FF (2016–2018)
Kristoffer Hansen 17 sierpnia 2016 roku trafił do Sarpsborgu 08 FF. W tym zespole zadebiutował 11 września w meczu przeciwko Bodø/Glimt, przegranym 1:2, grając 5 minut. Łącznie w tym klubie zagrał w 7 ligowych meczach.

### Ullensaker/Kisa IL (2018–2020)
9 marca 2018 roku trafił do Ullensaker/Kisa IL. W tym zespole zadebiutował 2 kwietnia w meczu przeciwko Hamarkameratene, zremisowanym 1:1, grając 7 minut. Pierwszą asystę zaliczył 15 kwietnia w meczu przeciwko Strömmen IF, wygranym 2:1. Asystował przy golu w 84. minucie. Pierwszego gola strzelił tydzień później w meczu przeciwko Nest-Sotra IL, wygranym 0:3. Gole strzelał w 20. i 86. minucie. Łącznie w tym zespole zagrał w 51 meczach, strzelił 19 goli i zanotował 14 asyst.

### Powrót do Sandefjord (2020–2022)
16 stycznia 2020 roku powrócił do Sandefjord. Ponowny debiut zaliczył w tym klubie 21 czerwca w meczu przeciwko IK Start, zremisowanym 2:2, grając 33 minuty. Łącznie w tym klubie zagrał w 51 meczach, strzelił 9 goli i miał tyle samo asyst.

### Widzew Łódź (2022–2023)
20 stycznia 2022 Widzew Łódź poinformował o nabyciu Norwega, dostał numer 77. 25 sierpnia 2023 rozwiązał kontrakt z klubem za porozumieniem stron.

### Jagiellonia Białystok
W latach 2023-2025 był zawodnikiem Jagiellonii Białystok z którą zdobył mistrzostwo Polski w 2024 oraz Superpuchar.

## Kariera reprezentacyjna
Zagrał 4 mecze i strzelił gola w ojczystej kadrze U21.

## Sukcesy

### Jagiellonia Białystok
W la
- Mistrzostwo Polski: 2023/24[22]
- Superpuchar Polski: 2024[23]

## Statystyka
(aktualne na dzień 28 maja 2025, koniec sezonu 2024/2025)
| Klub                  | Sezon              | Liga               | Liga | Liga | Puchar kraju | Puchar kraju | Europa | Europa | Suma | Suma |
| Klub                  | Sezon              | Liga               | M.   | Br.  | M.           | Br.          | M.     | Br.    | M.   | Br.  |
| --------------------- | ------------------ | ------------------ | ---- | ---- | ------------ | ------------ | ------ | ------ | ---- | ---- |
| Sandefjord Fotball    | 2010               | Tippeligaen        | 0    | 0    | 0            | 0            | —      | —      | 0    | 0    |
| Sandefjord Fotball    | 2011               | 1. divisjon        | 3    | 0    | 0            | 0            | —      | —      | 3    | 0    |
| Sandefjord Fotball    | 2012               | 1. divisjon        | 3    | 0    | 0            | 0            | —      | —      | 3    | 0    |
| Sandefjord Fotball    | 2013               | 1. divisjon        | 1    | 0    | 1            | 0            | —      | —      | 2    | 0    |
| Sandefjord Fotball    | 2014               | 1. divisjon        | 28   | 6    | 2            | 0            | —      | —      | 30   | 6    |
| Sandefjord Fotball    | 2015               | Tippeligaen        | 26   | 2    | 4            | 1            | —      | —      | 30   | 3    |
| Sandefjord Fotball    | 2016               | 1. divisjon        | 14   | 2    | 2            | 0            | —      | —      | 16   | 2    |
| Sandefjord Fotball    | Ogólnie            | Ogólnie            | 75   | 10   | 9            | 1            | —      | —      | 84   | 11   |
| Sarpsborg 08 FF       | 2016               | Tippeligaen        | 4    | 0    | 1            | 0            | —      | —      | 5    | 0    |
| Sarpsborg 08 FF       | 2017               | Eliteserien        | 4    | 0    | 1            | 0            | —      | —      | 5    | 0    |
| Sarpsborg 08 FF       | Ogólnie            | Ogólnie            | 8    | 0    | 2            | 0            | —      | —      | 10   | 0    |
| Ullensaker/Kisa IL    | 2018               | 1. divisjon        | 29   | 13   | 4            | 0            | —      | —      | 33   | 13   |
| Ullensaker/Kisa IL    | 2019               | 1. divisjon        | 22   | 6    | 2            | 0            | —      | —      | 24   | 6    |
| Ullensaker/Kisa IL    | Ogólnie            | Ogólnie            | 51   | 19   | 6            | 0            | —      | —      | 57   | 19   |
| Sandefjord Fotball    | 2020               | Eliteserien        | 24   | 2    | 0            | 0            | —      | —      | 24   | 2    |
| Sandefjord Fotball    | 2021               | Eliteserien        | 26   | 7    | 1            | 0            | —      | —      | 27   | 7    |
| Sandefjord Fotball    | Ogólnie            | Ogólnie            | 50   | 9    | 1            | 0            | —      | —      | 51   | 9    |
| Widzew Łódź           | 2021/22            | I liga             | 13   | 2    | 0            | 0            | —      | —      | 13   | 2    |
| Widzew Łódź           | 2023/24            | Ekstraklasa        | 23   | 3    | 1            | 0            | —      | —      | 24   | 3    |
| Widzew Łódź           | Ogólnie            | Ogólnie            | 36   | 5    | 1            | 0            | —      | —      | 37   | 5    |
| Jagiellonia Białystok | 2023/24            | Ekstraklasa        | 26   | 9    | 4            | 0            | —      | —      | 30   | 9    |
| Jagiellonia Białystok | 2024/25            | Ekstraklasa        | 31   | 3    | 2            | 2            | 18     | 5      | 51   | 10   |
| Jagiellonia Białystok | Ogólnie            | Ogólnie            | 57   | 12   | 6            | 2            | 18     | 5      | 81   | 19   |
| Ogólnie w karierze    | Ogólnie w karierze | Ogólnie w karierze | 277  | 55   | 25           | 3            | 18     | 5      | 320  | 63   |

31

## Życie prywatne
Ma brata Korneliusa, też piłkarza.